# 毛泽东时代的最后舞者 (电影)
《毛泽东时代的最后舞者》（英文：Mao's Last Dancer），根据李存信的自传《毛泽东时代的最后舞者》，耗资二千五百万美元，分别在中国北京市、美国休斯顿和澳洲悉尼三地拍摄。於2009年在多伦多国际电影节首次上影，导演是布鲁斯·贝尔斯福德。

## 剧情
李存信是中華人民共和國的一位芭蕾舞演員。1981年，正在访美的李存信决定要留在美国发展，这一决定惊动了当时的中美领导人。不过这种决定在當年被認为是叛逃，他被休斯敦芭蕾舞团邀请到美国进修三个月之時，在回国前几天决定留下，并与一名跳芭蕾舞的美国女子结婚。而在之後，在位於驻休斯顿的中国领事馆被四名大汉抓起来，拘留了大約21小时。虽然后来经过当时美国副总统老布什和當時的中國領導人邓小平交涉，李存信才得以留在美国。但中国领事馆官员曾告诉他：“中国政府现在允许你留在美国，我很遗憾中国失去了一个儿子，可是你现在只剩下自己，失去了祖国，失去了人民，你再也不能回去了。”
在影片中饰演李存信母亲的是陈冲，她放下美艳的形像扮演山东乡下一名贫穷的农妇，后来有机会到美国探望儿子，在芭蕾舞表演结束时与儿子在台上非常戏剧化的重逢。陈冲说她很了解李存信的感觉，因为当年她在红遍中国的时候到美国好莱坞发展，也被国人视为背叛。陈冲说：“我当时是受全国人民爱戴的一个女孩子，他觉得你跑到美国去，只要你跑就是一种背叛。”
影片剧终是李存信带着美籍妻子回到乡下为乡亲和启蒙舞蹈老师跳舞，显然事情已经时过境迁。

## 后续
在這之後，該電影並沒有在中國地區上映。陈冲表示，因为这部片子中国只是“协拍”不是“合拍”，而且因為有政治的敏感性，所以不可能在中国上演。他也说是因为政治的敏感，里面的江青、文化大革命、及政治敏感上的题材。直至目前為止，这件事情仍然是敏感的。
2018年平昌冬奥会花样滑冰比赛中，美国华裔男子单人滑运动员陈巍的长曲表演使用了改编自本片的音乐，引起了争议。

## 演员表
- 曹驰 Chi Cao ....李存信 - adult
- 阿曼达·舒尔 Amanda Schull ....Elizabeth Mackey
- 陈冲 Joan Chen ....Niang
- 布鲁斯·格林伍德 Bruce Greenwood ....Ben Stevenson
- 凯尔·麦克拉克伦 Kyle MacLachlan ....Charles Foster
- Alice Parkinson ....Alice
- 杰克·汤普森 Jack Thompson ....US Federal Judge
- 阿登·杨 Aden Young ....Dilworth Christopher Kirby
- Ian Meadows ....Backstage manager
- 克洛伊·特埃考丝 Chloe Traicos ....Frizzy head girl
- Penne Hackforth-Jones ....Cynthia
- Sam Anderson ....Stage Manager
- Suzie Steen ....Betty Lou
- Laurence Fuller ....Aspiring Dancer
- Ferdinand Hoang ....Consul Zhang
- 郭承武 Chengwu Guo ....李存信 - teenage
- Camilla Vergotis ....Mary McKendry
- 王双宝 Shuangbao Wang ....Dia
- Elia Da Costa ....Disco Dancer
- Robin Choi ....Embassy Guard
- Yang Li ....Shi Dao
- Madeleine Eastoe
- Steven Heathcote
- Tony Hall ....Office Worker
- 岳秀清....江青